# Леймебамба
Леймебамба (исп. Leimebamba) — город в Перу, регион Амасонас. Население на 2015 год составляет 2 862 человека. Был основан приблизительно в 1500 году до н. э. и почти полностью разрушен во время испанского завоевания Перу в 1532 г. Назван в честь вождя Чачапойи — Леймебамба Куэлапа. В 2024 городу является одним из самых популярных туристических достопримечательностей Перу.

## Культура
Леймебамба принадлежала к дкоколумбийской культуре. Религия — у индейцев была разнообразной, но, не представляя следов монотеизма, сильно затрудняли миссионерам перевод христианского понятия «Бог». Это, впрочем, не относится к инкам, поклонение которых Виракоче постепенно приобретало монотеистические черты. Идея божества у народа Леймебамбы не успела определиться и принять точное значение; трудно определить также, каковы их идеи о сотворении мира. Во многих случаях мы имеем дело с обожанием светил, солнца и луны, на которых смотрят как на мужа и жену; иногда главы племен обязаны приносить им жертвы. Явления природы вызвали также олицетворения — воды, грозы, грома и молнии: сохранился перуанский гимн к грому. Число четыре у многих племен имеет магическое значение; признаются также многочисленные приматы. Космогонических и других мифологических рассказов собрано большое количество среди Чачапойцев; все они представляют громадное сходство с полинезийскими. Есть у них и своё сказание о Всемирном потопе.
Животные, особенно птицы, играют большую роль во всех сказаниях, точно так же как они наиболее часто встречаются в тотемах. В связи с этим стоит почитание медведей, волков, змей и т. п. Повсеместна вера в загробную жизнь. Она то представляется вечным счастьем, то картиной, полной скорби и уныния. Идолы у Чачапойцев редки, так что религия их не столько политеизм, сколько пандемонизм; жертвы приносились прежде в виде маиса и единственного домашнего животного — собаки. О более разработанной религии жителей Леймебамбы — Каннибали́зм, замеченный во многих местах, везде имел религиозные основы. Место жрецов заступают особые колдуны, которые в то же время и врачи. Погребальные церемонии, одинаковые в общем у всех Чачапойцев, сопровождаются воем, вырыванием волос, разрушением хижины, где произошла смерть; труп хоронят в сидячем положении, что достигается особым обвязыванием покойника. В древнем Перу была употребительна особая мумификация трупов, завертывавшихся в массу различных одеяний.

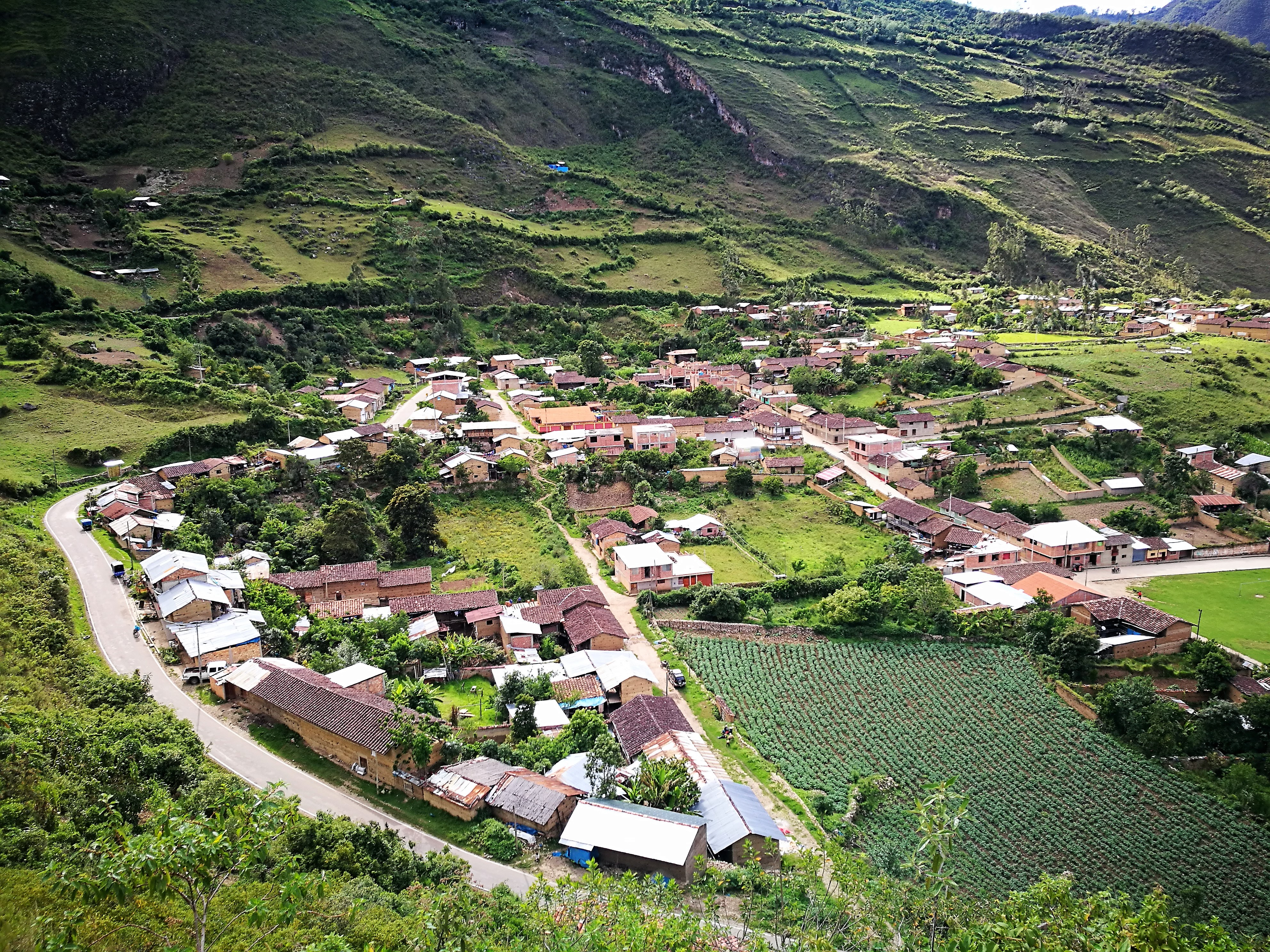
Леймебамба

## Война с Инкам
По сообщению Инки Гарсиласо де ла Вега, Инкская империя покорила культуру Чачапойя во второй половине 15 века. По его словам, военные действия начались на склоне Пиас, на юго-западе Гран-Пахатена, что может свидетельствовать о том, что та территория относилась к чачапойскому государству. Имеется большое количество исторических свидетельств о войне чачапойцев с инками, в особенности много их содержится в хронике Сьесы.
Чтобы обеспечить умиротворение чачапойских земель, инки расположили там свой гарнизон. Они также переселили часть населения в другие регионы, как это было заведено в их империи: Со времён присутствия инков на чачапойских землях сохранились самые древние останки города Леймебамба на берегу реки Уткубамба.
Под властью инков они были недолго, но за это время в районе хорошо развили селськое хозяйство и переселили сюда множество людей из соседник городов, что дало начало экономичесскому развитию Леймебамбы и за счет чего регион до сих пор играет не последнюю роль в экономике Перу.

## Неподчинение Испании
После завоевания Инков Испанией, город остался страдать от рук новых правителей, мужское население работало на полях и днем и ночью, над людьми Леймебамбы издевались. В этом регионе постоянно происходили восстания коренного населения, но ни к чему толковому они не приводили. Гонения со стороны Испании продолжались еще долго, пока перу наконец не обрело свободу.
До сих пор население Леймебамбы ненавидит Испанию и являются националистами по отношению теперь уже к Перу.

## Роль региона в современном Перу
Не смотря на то, что Испанские колонизаторы нанесли очень много урона Чачапойи и Леймебамбе в частности, новое правительство Перу не хотело просто так бросать плодородный регион, город со временем восстановили и он оброс новыми поселениями. Сейчас он является популярной туристичесской точкой в Перу. Многие (включая Черчиля и Леброна Джеймса которые бывали там) едут туда посмотреть на один из древнейших городов южной Америки, точнее на его останки, особенно популярной является крепость Куэлап, построеная местными для защиты от Испанцев.